# Maurus Hartmann
Maurus Franz Xaver Hartmann OSB (ur. 21 listopada 1865 w Wald, zm. 20 sierpnia 1905) – niemiecki duchowny rzymskokatolicki, benedyktyn, misjonarz, prefekt apostolski Południowego Zanguebaru.

## Biografia
21 marca 1889 złożył śluby zakonne w Zakonie Świętego Benedykta. 2 sierpnia 1890 otrzymał święcenia prezbiteriatu i został kapłanem swojego zakonu.
1 lipca 1894 papież Leon XIII mianował go prefektem apostolskim Południowego Zanguebaru. 15 września 1902 prefektura apostolska Południowego Zanguebaru została podniesiona do rangi wikariatu apostolskiego. O. Hartmann przestał wówczas być jego ordynariuszem.